# Amine Khammas
Amine Khammas, né le 6 janvier 1999 à Rumst (province d'Anvers, région flamande) en Belgique, est un footballeur belgo-marocain. Il évolue au poste de latéral gauche à l'Omónia Nicosie sous forme de prêt du KRC Genk. Il possède la double nationalité marocaine et belge.

## Biographie
Natif de Rumst dans la région anversoise, Amine grandit à Anvers de parents marocains originaires du Rif. 

### En club
En 2015, il intègre l'académie du KRC Genk et passe deux ans dans le club genkois, avant de faire ses débuts professionnels le 29 juillet 2017, lors d'un match de championnat face à Waasland-Beveren. Il entre à la 64ème minute à la place de Joakim Mæhle (match nul, 3-3). Considéré comme principal jeune talent du club, les dirigeants décideront de céder le joueur pour la saison 2018-19 sous forme de prêt au FC Den Bosch afin qu'il trouve du rythme et qu'il prenne place à son poste principal dans le club belge. 
Dès son arrivée au FC Den Bosch, Amine Khammas profite de la blessure de Jordy van der Winden, principal latéral gauche du club néerlandais et se voit titularisé régulièrement.

### En sélection
Natif de Belgique et possédant la double nationalité marocaine et belge, il est contacté en 2016 par les dirigeants de la fédération belge afin de prendre part aux stages avec la Belgique -17 ans. Il jouera deux matchs et se verra nullement contacté par la Belgique. 
À la fin de décembre 2016, il reçoit une convocation de Mark Wotte, entraîneur néerlandais coachant le Maroc -18 ans. Comptant un nombre important de joueurs néerlandais dans l'effectif des jeunes marocains comme Youssef El Kachati ou Mohamed El Hankouri, l'entraîneur fera appel au jeune latéral belge pour rejoindre l'équipe nationale et prendre part à plusieurs matchs amicaux dont un face au Portugal -18 ans en janvier 2017. 
À la fin d'août 2017, il voit pour la première fois son nom apparaître dans la liste de convocation du sélectionneur des Lions de l'Atlas, Hervé Renard afin d'entamer le match de qualification à la Coupe du monde 2018. Le joueur rejoindra l'équipe nationale marocaine mais sera laissé sur le banc. Il déclare au début de 2019 : « L'année passée j'ai reçu un appel provenant de Bruxelles, c'était Roberto Martínez, l'entraîneur des Diables Rouges. J'ai répondu et j'ai essayé de lui expliquer comme quoi mon choix pour le Maroc était définitif. Après mes deux matchs avec la Belgique U17, c'est le Maroc qui s'est présenté et m'a donné la chance de jouer chez les U20 et U23. Le coach Mark Wotte a cependant gagné ma confiance. » Il poursuit : « Lors de ma dernière convocation chez Hervé Renard face au Mali (6-0), j'ai assisté à l'ambiance chez les internationaux marocains. J'ai vraiment aimé car personne ne se montrait supérieur à l'autre et le feeling avec Karim El Ahmadi et Hakim Ziyech a été rapide  ».
Le 18 août 2019, il est présélectionné par l'adjoint Patrice Beaumelle avec le Maroc olympique pour une double confrontation contre l'équipe du Mali olympique comptant pour les qualifications à la Coupe d'Afrique des moins de 23 ans.

## Palmarès

### En club
- KRC Genk
  - Coupe de Belgique
    - Finaliste : 2018